# Хомуло Михайло Григорович
Михайло Григорович Хомуло (8 листопада 1919, село Лучківка , Ічнянський район, Чернігівська область, Україна — 25 лютого 1998, Москва) — радянський воєначальник, заступник Головкому Сухопутних військ СРСР (1979—1987), командувач Сибірським військовим округом (9), генерал-полковник (1968). Член КПРС із 1942 року.

## Біографія
У Червоній Армії з 1939 року. У 1941 році закінчив Білоцерківське стрілецько-кулеметне училище.
Учасник Другої світової війни. У 1941 році командир стрілецького взводу, командир 2-ї стрілецької роти, командир батальйону 129 стрілецького полку 93 Східно-Сибірської стрілецької дивізії 43 армії. З 1942 року командир 1-го батальйону 878-го стрілецького полку 290-ї стрілецької дивізії 10 армії, заступник командира 878-го стрілецького полку, командир лижного батальйону. З травня 1943 року заступник командира 885-го Червонопрапорного стрілецького полку, командир 882-го стрілецького полку, командир 885-го стрілецького полку, заступник начальника курсів перепідготовки командного складу. З березня 1944 року командир 878-го стрілецького Червонопрапорного полку 290 стрілецької Могилівської Червонопрапорної дивізії. Воював на Західному, 2-му Білоруському фронтах. Учасник битви під Москвою, Білоруською стратегічною наступальною операцією 1944 року, звільнення східної частини Польщі, Східно-Прусської та Берлінської операцій. Під час Могилівської наступальної операції брав участь у форсуванні Проні, Рести, Дніпра, звільненні Могильова. Тяжко поранений у жовтні 1941 року, контужений у 1942 році.
Після війни продовжив службу у Радянській Армії. 1954 року закінчив Військову академію імені М. В. Фрунзе, 1961 року — Військову академію Генерального штабу Збройних Сил СРСР.
З лютого 1956 по жовтень 1957 року — командир 34-ї гвардійської механізованої дивізії в Одеському військовому окрузі . З жовтня 1957 по серпень 1959 — командир 86-ї гвардійської мотострілецької дивізії в Одеському військовому окрузі.
З червня 1961 по серпень 1964 був першим заступником командувача 18-ї гвардійської армією в Групі радянських військ у Німеччині, з серпня 1964 року — на такій же посаді в 20-й гвардійській армії. З грудня 1964 — командувач 20 гвардійської армією в ДСВГ. З травня 1968 року — перший заступник головнокомандувача Групи радянських військ у Німеччині.
З травня 1969 по грудень 1978 — командувач військами Сибірського військового округу. З грудня 1978 по 1985 роки — заступник головнокомандувача Сухопутних військ з бойової підготовки — начальник Головного управління бойової підготовки Сухопутних військ.
У 1987 році — військовий консультант Групи генеральних інспекторів Міністерства оборони СРСР. З листопада 1987 року у відставці.
Депутат Верховної Ради СРСР 8-го та 9-го скликань (1970—1979).
Жив у Москві. Автор мемуарів.
Почесний громадянин міста Могильова (17.02.1982).

## Військові звання
- генерал-майор (18.02.1958)
- генерал-лейтенант (7.05.1966)
- генерал-полковник (19.02.1968)

## Нагороди
- 2 ордени Леніна (…, …)
- 4 ордена Червоного Прапора (06.07.1944, 17.07.1944, 11.05.1945, …)
- орден Суворова ІІІ ступеня (12.02.1943)
- 2 ордени Вітчизняної війни І ступеня (08.03.1945, 11.03.1985)
- орден Вітчизняної війни 2-го ступеня (05.04.1945)
- 2 ордени Червоної Зірки (30.08.1943, …)
- Орден «За службу Батьківщині у Збройних Силах СРСР» ІІІ ступеня (…)
- медалі

## Мемуари
- Полк, к бою! — М.: Воениздат, 1980. — 264 с. — (Военные мемуары.)
- Время выбрало нас // Сибирские огни. — 1978. — № 12.